# HD 127716
HD 127716，又名CD-41 8890，SAO 225027、HR 5431，是一颗恒星，视星等为6.6，位于銀經322.56，銀緯16.83，其B1900.0坐标为赤經14h 27m 47.4s，赤緯-41° 16.83′ 31″。